# Popa Chubby
Popa Chubby, pseudonimo di Theodore Joseph Horowitz, detto Ted (New York, 31 marzo 1960), è un chitarrista e cantante statunitense di genere blues.

## Biografia
Il suo stile aggressivo è stato influenzato da artisti come Jimi Hendrix e  Willie Dixon. È molto più popolare in Europa che non nel suo paese natale (U.S.A.).
Cresciuto nel quartiere newyorkese del Queens con i nonni italiani ha iniziato suonando la batteria e solo in seguito si è dedicato alla chitarra suonando blues ed heavy metal.
Ha suonato con Screaming Mad George e Disgusting prima di formare una sua band nel 1988. La carriera solista inizia nel 1992, quando vince un concorso per nuovi talenti in cui si afferma come "Best New Artist" e conquista la possibilità di aprire i concerti di James Brown e Chuck Berry. Successivamente pubblica due album sulla sua etichetta Laughing Bear: si tratta di "It's Chubby time" e di "Gas money", poi ripubblicati. Il successo giunge nel 1995, quando Chubby fa uscire "Booty and the beast". Popa Chubby è una realtà del genere blues rock e lo dimostra con "Hit the high hard one", l'album live che lo conferma protagonista assoluto della chitarra degli anni Novanta. Nel 1997 esce "One million broken guitars", pubblicato dalla Dixiefrog. Nel 2000, sempre per la Dixiefrog, esce un nuovo album, intitolato "How'd a white boy get the blues?": un concept album blues-rock, che solo in Europa vende circa 60 000 copie. Oggi Popa Chubby è uno degli artisti più rappresentativi e carismatici del blues mondiale, innovandone il linguaggio e contaminandolo con generi più moderni. Negli ultimi tempi, ha anche lanciato una casa di produzione e si dedica alla pubblicazione di opere di artisti meno conosciuti. Dopo 'The Good, The Bad and The Chubby' del 2002, esce nel 2004 'Peace, Love, and Respect' con una dozzina di brani politicamente e socialmente agguerriti.

## Discografia
- The Hungry Years (una raccolta delle prime canzoni)
- It’s Chubby Time (1991)
- Gas Money (1994)
- Booty and the Beast (1995)
- Hit the High Hard One (Live) (1995)
- The First Cuts (1996)
- One Million Broken Guitars (1997)
- Brooklyn Basement Blues (1999)
- One Night Live In New York City (Live) (2000 [c1999])HTTPS
- How'd a White Boy Get the Blues? (2000)
- Flashed Back (feat. Galea) (2001)
- Black Coffee (2002)
- The Good, the Bad and the Chubby (2002)
- Live at FIP (2003)
- Popa Chubby and Friends Play Muddy, Willie and More (2003)
- Peace, Love and Respect (2004)
- Wild Live (2005)
- Big Man, Big Guitar - Popa Chubby Live (2005)
- Stealing the Devil's Guitar (2006)
- Electric Chubbyland (2006, box set di 3CD)
- Deliveries After Dark (2007)
- Vicious Country (2008)
- The Fight Is On (2010)
- Universal Breakdown Blues (2013)
- I'm Feelin' Lucky (The Blues According to Popa Chubby) (2014)
- Big, Bad and Beautiful (DoA, Live) (2015)
- The Catfish (2016)
- Two Dogs (2017)
- Prime Cuts: The Very Best of the Beast from the East (2018)